# Friedrich Hausmann (Mineraloge)

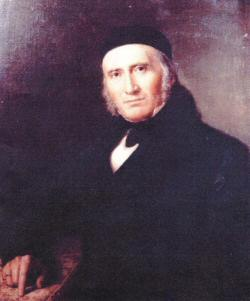
Johann Friedrich Ludwig Hausmann

Johann Friedrich Ludwig Hausmann (* 22. Februar 1782 in Hannover; † 26. Dezember 1859 in Göttingen) war ein deutscher Mineraloge, Geologe und Bodenkundler.

## Leben und Wirken

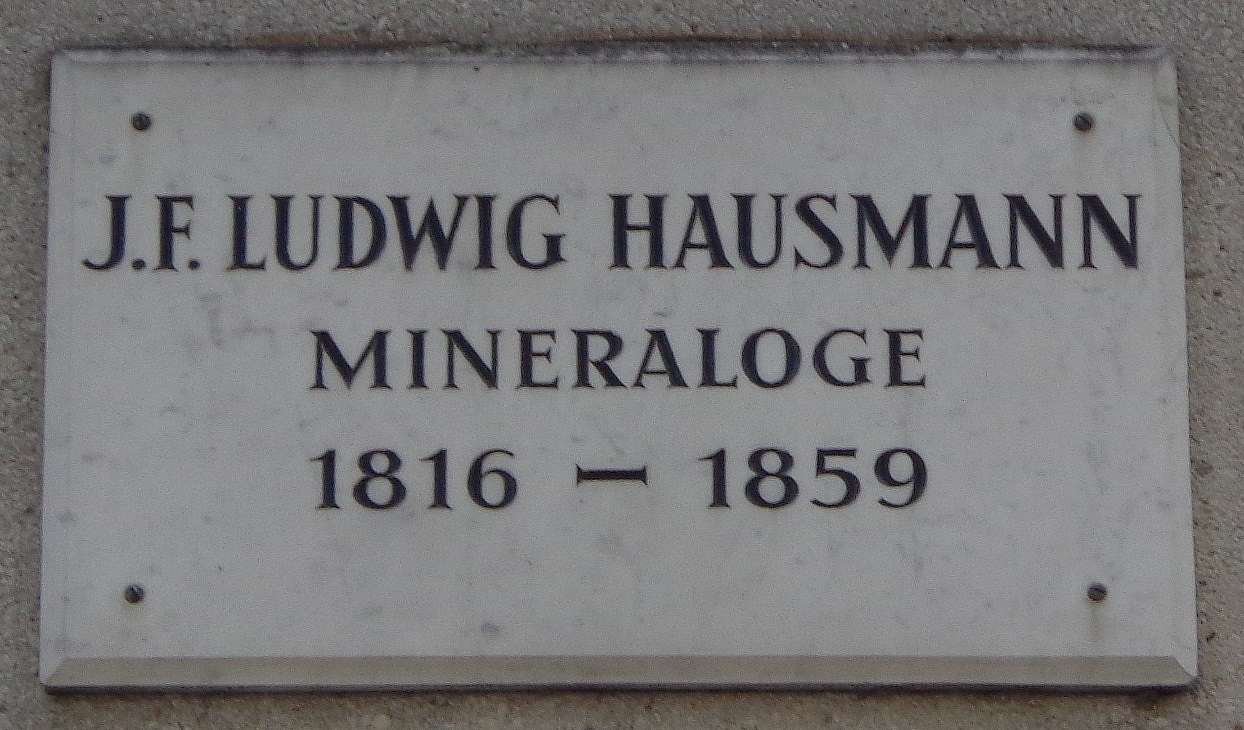
Göttinger Gedenktafel für Johann Friedrich Ludwig Hausmann

Hausmann studierte am Collegium Carolinum in Braunschweig und an der Universität Göttingen. 1803 trat er als Auditor beim Bergamt in Clausthal ein, wurde 1805 Kammersekretär beim Bau- und Hüttendepartement in Braunschweig, unternahm 1806 und 1807 eine geognostische und hüttenmännische Reise durch Skandinavien und wurde 1809 Generalinspektor der Berg-, Hütten- und Salzwerke des Königreichs Westphalen in Kassel.
Nach dem Tode von Johann Beckmann übernahm Hausmann 1811 die Professur für Mineralogie und Technologie an der Universität Göttingen. Er musste neben Vorlesungen über Bergbau und Eisenhüttenkunde auch solche über Land- und Forstwirtschaft anbieten. Fast dreißig Jahre lang hielt er in Göttingen in Anlehnung an J. Beckmanns berühmtes „Lehrbuch der teutschen Landwirthschaft“  landwirtschaftliche Vorlesungen, die er zuletzt unter dem Titel „Die Lehre vom Ackerbau“ ankündigte.
Den Schwerpunkt seiner Forschungstätigkeit widmete Hausmann u. a. der Untersuchung der norddeutschen Gebirge, besonders des Oberharzes, aber auch des Weserberglandes. Seine Arbeiten, von denen einige später als wegweisend eingestuft wurden, zeichnen sich aus durch Zuverlässigkeit und dokumentieren seine kritische Beobachtungsgabe. 1821 gründete er den „Göttingischen Verein bergmännischer Freunde“, dessen Publikationsorgan „Studien“ er von 1824 bis 1858 herausgegeben und redaktionell betreut hat. Mit seinen Studenten unternahm er alljährlich ausgedehnte geologische Exkursionen. Er unternahm regelmäßig geologische Studienreisen durch Deutschland, Österreich und die Schweiz. 1818/19 reiste er mit dem Fürsten von Lippe-Detmold durch Italien und 1828/29 bereiste er die Niederlande, Belgien, Frankreich, England und Spanien.
Aufsehen in Fachkreisen erregte Hausmann mit seinem 1825 erschienenen Buch Versuch einer geologischen Begründung des Acker- und Forstwesens. In der bereits 1818 in lateinischer Sprache erschienenen Abhandlung weist Hausmann auf die volkswirtschaftliche Bedeutung des Bodens als Standort für die Kulturpflanzen hin und beklagt die Vernachlässigung bodenkundlicher Fragen durch die Geologen. Mit dieser Schrift gehört Hausmann zu den Mitbegründern  einer rationalen Bodenkunde. Seit dem Wintersemester 1830/31 hielt er an der Universität Göttingen auch Kollegs über „land- und forstwirtschaftliche Bodenkunde“.
In einem Vortrag vor der Göttinger Gesellschaft der Wissenschaften trat er 1827 für die Herkunft der in der norddeutschen Tiefebene vorkommenden Findlinge und Geschiebe aus Skandinavien ein und gab sogar bei einigen genaue Herkunftsorte an, wobei er aus eigener Erfahrung auf seinen Skandinavienreisen schöpfte. Diese Vermutung war allerdings nicht neu und man diskutierte Anfang des 19. Jahrhunderts verschiedene Mechanismen für den Transport (Schlammfluttheorie von Leopold von Buch, Drifttheorie von Charles Lyell, das heißt Transport mit Eisbergen über damals ausgedehntere Ostsee, und die Eiszeittheorien, die zuerst von Alpengeologen vorgebracht wurde und sich erst später durchsetzte). Hausmann, der auch erstmals die Südgrenze der Verbreitung norddeutscher Geschiebe in Deutschland angab, war mit diesen Untersuchungen ein Pionier der Geschiebeforschung.
Er machte sich auch als Mineraloge und Kristallograph einen Namen. So beobachtete er erstmals Mineralbildung in Hochofenschlacke (Nachweis von Orthoklas, 1810).
Er war seit 1811 Mitglied der Gesellschaft der Wissenschaften in Göttingen und ab 1840 als Nachfolger von Johann Friedrich Blumenbach deren Sekretär. 1819 wurde er hannoverscher Hofrat und 1845 Geheimer Hofrat.

## Bekannte Schüler
- Bernhard Studer

## Familie
Hausmann heiratete 1809 Wilhelmine, geborene Lüder (1786–1841). Aus der Ehe gingen vier Söhne und zwei Töchter hervor, darunter:
- Maria (1795–1885) ⚭ Friedrich Christoph Henrici
- Friedrich Ludolf (1810–1880), Mineraloge, Vater des Cellisten Robert Hausmann ⚭ Luise Benninghauß (1822–1901)
- Henriette (1812–1859) ⚭ 1847 Johann Eduard Wappäus (1812–1879)
- Karl (1816–1879), preußischer Generalleutnant, 1871 nobilitiert ⚭ Anna Soltmann (1827–1876)

## Ehrungen und Mitgliedschaften
- 1804 wurde er zum korrespondierenden und 1881 zum ordentlichen Mitglied der Göttinger Akademie der Wissenschaften gewählt.[1]
- 1809 wurde er zum korrespondierenden und 1859 zum auswärtigen Mitglied der Bayerischen Akademie der Wissenschaften gewählt.[2]
- 1812 wurde er zum korrespondierenden Mitglied der Preußischen Akademie der Wissenschaften gewählt.
- 1823 wurde Hausmann zum Mitglied der Leopoldina gewählt.[3]
- 1826 wurde er Ehrenmitglied (Honorary Fellow) der Royal Society of Edinburgh.[4]
- 1828 benannte Wilhelm von Haidinger das Mineral Hausmannit nach Friedrich Hausmann.
- Am 30. Dezember 1839 wurde Hausmann Ehrenmitglied der Naturforschenden Gesellschaft zu Emden.
- 1854 benannte Johann Georg Bornemann Posidonomya Hausmanni nach Hausmann[5], heute: Euestheria hausmanni (BORNEMANN 1854)
- 1855 wurde er korrespondierendes Mitglied der Académie des sciences.[6]

## Schriften
- Krystallogische Beiträge. Reichard, Braunschweig 1803. (Digitalisat)
- Norddeutsche Beiträge zur Berg- und Hüttenkunde. Braunschweig 1806–1810.
- Handbuch der Mineralogie. Göttingen 1813, 3 Bde.; 2. Aufl. 1828–1847.
- Reise durch Skandinavien. Göttingen 1811–1818.
- Untersuchungen über die Formen der leblosen Natur. Göttingen 1821.
- Versuch einer geologischen Begründung des Acker- und Forstwesens. Berlin 1825.
- Über den gegenwärtigen Zustand und die Wichtigkeit des Hannoverschen Harzes, Dieterichsche Buchhandlung, Göttingen 1832 (Link zum Digitalisat)
- Über die Bildung des Harzgebirges: ein geologischer Versuch. Berlin 1842.
- Studien des Göttinger Vereins bergmännischer Freunde. Herausgegeben von J. F. L. Hausmann. Göttingen 1824–1858, 6 Bde., darin u. a.:
- Übersicht der jüngern Flötzgebilde im Flußgebiet der Weser  (1824).
- Beitrage zur metallurgischen Krystallkunde Göttingen (1850).